# Yimas
Yimas är ett karawarispråk med 300 talare (2000). Yimas är agglutinerande och polysyntetiskt. Yimas har en ganska fri ordföljd.
Yimas har tolv konsonanter och fyra vokaler. Till skillnad från många andra papuanska språk skiljer yimas mellan r och l.